# A Portland State Vikings amerikaifutball-vezetőedzőinek listája
Az alábbi listán a Portland State Vikings amerikaifutball-csapatának vezetőedzői szerepelnek. 1947 óta 13 edzőjük volt, 2014 decembere óta a pozíciót Bruce Barnum tölti be.
A csapat több mint 65 szezon alatt közel hétszáz mérkőzésen játszott; a rájátszásokra Pokey Allen és Tim Walsh alatt jutottak ki, konferenciabajnokságot pedig Jerry Lyons, Don Read és Pokey Allen alatt nyertek. A leghosszabb ideig, 14 szezonig Walsh volt hivatalban, .703-as győzelmi arányával pedig Allen a legsikeresebb. .273-as arányukkal a legkevesebb győzelmet Ron Stratten és Jerry Glanville érték el.

## Lista
| Név             | Aktív évek          | #   | Szezon | Szezon | Szezon | Szezon | Konferencia | Konferencia | Konferencia | Konferencia | Rájátszás | Rájátszás | Rájátszás | KB |
| Név             | Aktív évek          | #   | GY     | V      | D      | %      | GY          | V           | D           | %           | GY        | V         | D         | KB |
| --------------- | ------------------- | --- | ------ | ------ | ------ | ------ | ----------- | ----------- | ----------- | ----------- | --------- | --------- | --------- | -- |
| Joe Holland     | 1947–1954           | 65  | 20     | 42     | 3      | .331   | 5           | 10          | 1           | .344        | 0         | 0         | 0         | 0  |
| Ralph Davis     | 1955–1956           | 16  | 4      | 11     | 1      | .281   | 2           | 6           | 0           | .250        | 0         | 0         | 0         | 0  |
| Les Leggett     | 1957–1958           | 17  | 6      | 11     | 0      | .353   | 3           | 5           | 0           | .375        | 0         | 0         | 0         | 0  |
| Hugh Smithwick  | 1959–1961           | 25  | 6      | 17     | 2      | .280   | 4           | 7           | 1           | .375        | 0         | 0         | 0         | 0  |
| Tom DeSylvia    | 1962                | 8   | 4      | 4      | 0      | .500   | 3           | 1           | 0           | .750        | 0         | 0         | 0         | 0  |
| Jerry Lyons     | 1963–1967           | 46  | 21     | 24     | 1      | .467   | 7           | 0           | 1           | .938        | 0         | 0         | 0         | 2  |
| Don Read        | 1968–1971 1981–1985 | 92  | 39     | 52     | 1      | .429   | 6           | 8           | 1           | .433        | 0         | 0         | 0         | 1  |
| Ron Stratten    | 1972–1974           | 33  | 9      | 24     | 0      | .273   | –           | –           | –           | –           | 0         | 0         | 0         | –  |
| Mouse Davis     | 1975–1980           | 66  | 42     | 24     | 0      | .636   | –           | –           | –           | –           | 0         | 0         | 0         | –  |
| Pokey Allen     | 1986–1992           | 91  | 63     | 26     | 2      | .703   | 30          | 7           | 0           | .811        | 10        | 5         | 0         | 5  |
| Tim Walsh       | 1993–2006           | 158 | 90     | 68     | 0      | .570   | 42          | 41          | 0           | .506        | 2         | 4         | 0         | 0  |
| Jerry Glanville | 2007–2009           | 33  | 9      | 24     | –      | .273   | 7           | 17          | –           | .292        | 0         | 0         | –         | 0  |
| Nigel Burton    | 2010–2014           | 57  | 21     | 36     | –      | .368   | 12          | 27          | –           | .308        | 0         | 0         | –         | 0  |
| Bruce Barnum    | 2015–               | 91  | 35     | 56     | –      | .385   | 25          | 39          | –           | .391        | 0         | 1         | –         | 0  |

## Fordítás
- Ez a szócikk részben vagy egészben  a   List of Portland State Vikings head football coaches című angol Wikipédia-szócikk ezen változatának fordításán alapul.  Az eredeti cikk szerkesztőit annak laptörténete sorolja fel. Ez a jelzés csupán a megfogalmazás eredetét és a szerzői jogokat jelzi, nem szolgál a cikkben szereplő információk forrásmegjelöléseként.